# 渡邊元敬
渡邊 元敬（わたなべ もとひろ、1982年6月 - ）は、日本の華道家、日本の元タレント。東京都出身。

## 略歴
- 創美流華道家元(渡邊華溪)の孫として生まれ、3歳から華道を学び、現在、創作活動を続けながら、いけばなの普及活動にも努めている。また、いけばなに限らず和と花の空間的なアートの創作活動も視野に入れ、NYでのギャラリーでの展示等のプロデュースを務める。
- 5歳からセントラル子供タレントに所属し、CM・ドラマ・バラエティー・ポスター等のタレント業を中心に活動。
- 現在はKate anna wyattに所属。

## 人物
- 現在は、個展の開催、教室での指導、花に関わるビジネスをしている。

## 出演作品

### テレビ
- 演歌・唱太郎の人情事件日誌
- ニュースの女
- 火曜サスペンス 女検事・霞夕子 秋霜烈日

等、少年期〜青年期を中心に多数出演。

### 映画
- トイレの花子さん

### CM
- カルビー　恐竜ポテトチップス
- 生みそずい
- チキンラーメン
- 東海道新幹線（声優）

等、幼少期を中心に多数CM出演

### ポスター
- 劇団スーパー・エキセントリック・シアター（三宅祐司）左脳民主主義●殺々人々事件